# UCI America Tour 2024
De twintigste editie van de UCI America Tour, een van de vijf continentale circuits op de wielerkalender van de UCI, vond plaats in 2024.
De eerste wedstrijd van het seizoen was de Ronde van Guatemala die op 17 november 2023 begon en de laatste wedstrijd is de Ronde van Rio de Janeiro van begin oktober 2024. De wedstrijden hebben een UCI-wedstrijdcategorie van 1.1, 1.2 (beide eendagskoersen) of 2.1, 2.2 (beide etappewedstrijden).

## Kalender en uitslagen
| Datum                   | Wedstrijd                                           | Cat. | Winnaar               | Team                                |
| ----------------------- | --------------------------------------------------- | ---- | --------------------- | ----------------------------------- |
| 17-26 november 2023     | Ronde van Guatemala                                 | 2.2  | Gerson Toc            | Decoba-ASO Quetzaltenango           |
| 16-25 december 2023     | Ronde van Costa Rica                                | 2.2  | Juan Diego Alba       | Movistar-Best PC                    |
| 14-21 januari           | Ronde van Táchira                                   | 2.2  | Jonathan Caicedo      | Petrolike                           |
| 6-11 februari           | Tour Colombia                                       | 2.1  | Rodrigo Contreras     | Nu Colombia                         |
| 5-7 april               | Jamaica International Cycling Classic               | 2.2  | Wilmar Paredes        | Team Medellín                       |
| 11-14 april             | Ronde van Formosa                                   | 2.2  | afgelast              | afgelast                            |
| 24-28 april             | Ronde van de Gila                                   | 2.2  | Tyler Stites          | Project Echelon Racing              |
| 1-5 mei                 | Vuelta Bantrab                                      | 2.2  | Jonathan Caicedo      | Petrolike                           |
| 9-12 mei                | Ronde van Catamarca                                 | 2.2  | afgelast              | afgelast                            |
| 16-19 mei               | Ronde van Santiago del Estero                       | 2.2  | afgelast              | afgelast                            |
| 19 mei                  | Grote Prijs van New York City                       | 1.2  | Tibor Del Grosso      | Alpecin-Deceuninck Development Team |
| 24-27 mei               | Joe Martin Stage Race                               | 2.2  | afgelast              | afgelast                            |
| 6 juni                  | Centraal-Amerikaans kampioenschap tijdrijden        | 1.2  | Franklin Archibold    | Panamá es Cultura y Valores         |
| 7 juni                  | Centraal-Amerikaans kampioenschap ploegentijdrijden | 1.2  | Panama                | Panama                              |
| 9 juni                  | Centraal-Amerikaans kampioenschap op de weg         | 1.2  | Franklin Archibold    | Panamá es Cultura y Valores         |
| 12-16 juni              | Ronde van Beauce                                    | 2.2  | Josh Burnett          | MitoQ - NZ Cycling Project          |
| 14-23 juni              | Ronde van Colombia                                  | 2.2  | Rodrigo Contreras     | Nu Colombia                         |
| 1 oktober               | Grote Prijs van Santa Catarina                      | 1.2  | afgelast              | afgelast                            |
| 2 oktober               | Grote Prijs van Urubici                             | 1.2  | afgelast              | afgelast                            |
| 3 oktober               | Ronde van Santa Catarina                            | 1.2  | afgelast              | afgelast                            |
| 6-13 oktober            | Ronde van Venezuela                                 | 2.2  | Walter Vargas         | Team Medellín-EPM                   |
| 25 oktober - 3 november | Ronde van Guatemala                                 | 2.2  | Fabian Robinson Lopez | GW Erco Shimano                     |
| 1-3 november            | Ronde van Rio de Janeiro                            | 2.2  | Sergio Henao          | Nu Colombia                         |
| 11-17 november          | Ronde van Ecuador                                   | 2.2  | Richard Huera         | Movistar Best PC                    |
| 13-22 november          | Ronde van Costa Rica                                | 2.2  | Luis Daniel Oses      | 7C-Economy-Lacoinex                 |

2005 · 
2006 · 
2007 · 
2008 · 
2009 · 
2010 · 
2011 · 
2012 · 
2013 ·
2014 ·
2015 ·
2016 ·
2017 · 
2018 ·
2019 ·
2020 ·
2021 ·
2022 ·
2023 ·
2024 ·
2025
Belangrijkste wedstrijden

Ronde van San Luis · Ronde van Californië · Ronde van Utah · USA Pro Challenge · Ronde van Alberta